# Star Screen Award/Meistversprechende Newcomerin
Der Star Screen Award Most Promising Newcomer - Female ist eine Kategorie des indischen Filmpreises Star Screen Award.
Der Star Screen Award Most Promising Newcomer - Female wird von einer angesehenen Jury der Bollywoodfilmindustrie gewählt. Die Gewinnerinnen werden jedes Jahr im Januar bekannt gegeben.
Gewinnerinnen in dieser Kategorie:
| Jahr | Schauspielerin   | Film                         | Deutscher Titel                             |
| ---- | ---------------- | ---------------------------- | ------------------------------------------- |
| 1995 | Sonali Bendre    | —                            | —                                           |
| 1996 | kein Preis       | kein Preis                   | kein Preis                                  |
| 1997 | Priya Gill       | Tere Mere Sapne              | —                                           |
| 1998 | Aishwarya Rai    | Aur Pyaar Ho Gaya            | —                                           |
| 1999 | Preity Zinta     | Soldier                      | —                                           |
| 2000 | Netra Raghuraman | Bhopal Express               | —                                           |
| 2001 | Shilpa Navalkar  | Kairee                       | —                                           |
| 2002 | Gracy Singh      | Lagaan                       | Lagaan – Es war einmal in Indien            |
| 2003 | Esha Deol        | Koi Mere Dil Se Pooche       | —                                           |
| 2003 | Esha Deol        | Na Tum Jaano Na Hum          | —                                           |
| 2003 | Esha Deol        | Kyaa Dil Ne Kahaa            | —                                           |
| 2004 | Lara Dutta       | Andaaz                       | —                                           |
| 2005 | Gayatri Joshi    | Swades                       | Swades – Heimat                             |
| 2006 | Vidya Balan      | Parineeta                    | Parineeta – Das Mädchen aus Nachbars Garten |
| 2007 | Kangana Ranaut   | Gangster                     | —                                           |
| 2007 | Kangana Ranaut   | Woh Lamhe                    | —                                           |
| 2008 | Deepika Padukone | Om Shanti Om                 | Om Shanti Om                                |
| 2009 | Asin Thottumkal  | Ghajini                      | —                                           |
| 2010 | Mahi Gill        | Dev D                        | —                                           |
| 2011 | Sonakshi Sinha   | Dabangg                      | —                                           |
| 2012 | Parineeti Chopra | Ladies VS Ricky Bahl         | —                                           |
| 2013 | Ileana D’Cruz    | Barfi!                       | —                                           |
| 2014 | Aida Ei Kashef   | Ship Of Theseus              | —                                           |
| 2015 | Patralekhaa      | Citylights                   | —                                           |
| 2016 | Bhumi Pednekar   | Dum Laga Ke Haisha           | —                                           |
| 2017 | Disha Patani     | M.S. Dhoni: The Untold Story | —                                           |
| 2018 | Zaira Wasim      | Dangal                       | —                                           |
| 2019 | Radhika Madan    | Pataakha                     | —                                           |
| 2020 | Sara Ali Khan    | Kedarnath                    | —                                           |